# Angélica Molina Campos
Angélica Molina Campos (Xalapa-Enríquez,13 de junio de 1993) también conocida como "La China Molina" es una basquetbolista mexicana. Seleccionada nacional del equipo representativo de basquetbol femenino en México y ha participado en eventos de talla internacional. Es jugadora profesional de basquetbol y juega la posición de ala y centro en el equipo Spurs de Santa Cruz de la Liga Boliviana de Básquetbol Femenino.

## Trayectoria deportiva
Angélica Molina Campos estudió Publicidad y Relaciones Públicas en la Facultad de Ciencias Administrativas y Sociales en pa Universidad Veracruzana (UV). Comenzó su carrera deportiva a los seis años y Ángel Fernández contó con ella para ser una de las 12 jugadoras del equipo de la selección en 2015.
- 2004 Equipo MILLENIUM - L.E.F. José de Jesús León Lendechy 2005 Leonas de Xalapa - L.E.F. José de Jesús León Lendechy.
- 2005 Olimpiada Infantil y Juvenil.
- 2005 Subcampeonas Estatales.
- 2005 Integrante a la Selección de Veracruz (4to. Lugar Nacional de la olimpiada – Prof. Guillermo Rodríguez de Cd. Mendoza, Ver.
- 2006 Leonas de Xalapa - .L.E.F. José de Jesús León Lendechy
- 2006 Olimpiada Infantil y Juvenil (Subcampeonas Estatales, Selección de Veracruz y 3er. Lugar en Prenacional - Prof. Guillermo Rodríguez de Cd. Mendoza, Ver.
- 2007 Leonas de Xalapa L.E.F. José de Jesús León Lendechy
- 2007 Olimpiada Infantil y Juvenil (Subcampeonas Estatales, Selección de Veracruz y 4to. Lugar Nacional- Prof. Guillermo Rodríguez de Cd. Mendoza, Ver.
- 2008 Leonas de Xalapa - L.E.F. José de Jesús León Lendechy
- 2008 Olimpiada Infantil y Juvenil (Subcampeonas Estatales, Selección de Veracruz y 4to. Lugar Nacional- Prof. Guillermo Rodríguez de Cd. Mendoza, Ver.
- 2009 Selección COBAEV (Sur-sureste - Prof. Edgar Ciani COBAEV 06) 2009 Leonas de Xalapa - L.E.F. José de Jesús León Lendechy.
- 2009 Olimpiada Juvenil (Subcampeonas Estatales, Selección de Veracruz y 3er. lugar en el Prenacional - Prof. Guillermo Rodríguez de Cd. Mendoza, Ver.
- 2010 Leonas de Xalapa- L.E.F. José de Jesús León Lendechy.
- 2010 Olimpia juvenil (Campeonas Estatales, Selección de Veracruz y 4to Lugar en el Prenacional - L.E.F. José de Jesús León Lendechy y Antonio Ramírez.
- 2011 Leonas Xalapa - L.E.F. José de Jesús León Lendechy.
- 2011 Olimpiada juvenil (Subcampeonas Estatales, Selección de Veracruz y 4to. Lugar Nacional- Ing. Víctor Barradas Cordova (VERACRUZ).
- 2012 Halcones U.V. Xalapa (campeonas Estatales, Selección Veracruz y 3er. Lugar en el Prenacional - Ray Rodríguez.
- 2012 Selección Halcones U.V Xalapa (CINABE Campeonas Nacionales - Ray Rodríguez.
- 2015 Selección Mexicana Femenil Mayor (COCABA 2015 1er. Lugar).
- 2016 Selección de Veracruz (Copa Bacalar 1er. Lugar – Lic. Benito Dopazo 2016 Nueceras del Edo. de México LMBPF.
- 2017 AZTEKS de Tlalnepantla LMBPF y participación en el Juego de estrellas en tiros de 3 puntos.

## Palmarés
- Selección de Veracruz 2005-2012.[5]
- 2013 - A la fecha categoría de primera fuerza.
- 2013 Cafetaleras de Córdoba LIBAFEM.
- 2015 Selección Mexicana Femenil Mayor en el Confederación Centroamericana de Baloncesto (COCABA) de la Federación Internacional de Baloncesto (FIBA) celebrado en Costa Rica. Obtuvo medalla de Oro y el pase al Centro Básquet en 2016.[6]
- 2016 Jugadora profesional para Nueceras de Amecameca.[7]
- 2017 Jugadora Profesional para los AZTEKS.[8]

- 2018 Subcampeona de la Liga Mexicana de baloncesto profesional con AZTKS.
- 2018 Campeona de Combinado Profesional Mexicano en Costa Rica.
- 2019 integrante del primer equipo nexicano As1Hoops jugando en la WBDA Women's Basketball development Association de EEUU.
- 2021 Campeona de NUBA INTERNATIONAL con equipo Dragonas de Tijuana, equipis nacionales y de EEUU. Celebrado en Rosarito BC en Mayo pasado.